# Soueix-Rogalle
Soueix-Rogalle település Franciaországban, Ariège megyében. Lakosainak száma 425 fő (2022. január 1.). Soueix-Rogalle Alos, Erp, Lacourt, Oust, Seix, Sentenac-d’Oust és Soulan községekkel határos.

## Népesség
A település népessége az elmúlt években az alábbi módon változott:
| Lakosok száma | 240  | 312  | 348  | 360  | 409  | 421  | 418  | 426  | 430  | 425  |
|               | 1968 | 1982 | 1990 | 2006 | 2013 | 2015 | 2017 | 2019 | 2020 | 2022 |